# Салех, Алия Халаф
Алия Халаф Салех (араб. عالية خلف صالح‎, урождённая Умм Кусай; род. ок. 1956, окрестности Тикрита, Королевство Ирак) — иракская активистка, которая помогла более чем 50 людям избежать преследования со стороны Исламского государства в 2014 году. Она имеет репутацию народной героини в Ираке.

## Биография
Алия Халаф Салех родилась в 1956 году недалеко от города Тикрит (тогдашнее Королевство Ирак) в суннитской семье. Она вышла замуж в 13 лет и никогда не имела возможности посещать школу. Салех потеряла мужа, сына и племянника, ставшими жертвами ИГИЛ. В 2014 году, после резни в лагере Спичер, она спасла более 50 иракских кадетов (курдов, мусульман-шиитов, езидов и христиан), тайно вывезла их из зоны боевых действий в безопасное место. Салех раздала женскую одежду некоторым молодым людям и прятала их на женской половине своего дома. Члены ИГИЛ охотились за рекрутами, поэтому Алия раздобыла для некоторых из них университетские удостоверения личности с местными именами. Она обучала шиитов произносить молитвы как сунниты, чтобы защитить их от подозрений. В течение пяти месяцев она тайно переправляла их в безопасное место — в удерживаемый курдами Киркук, пряча в грузовиках в окружении родственников-женщин. После того как её деятельность была раскрыта, вся её семья из 25 человек бежала с территории подконтрольной ИГИЛ, вернувшись обратно только после поражения этой группировки.

## Признание

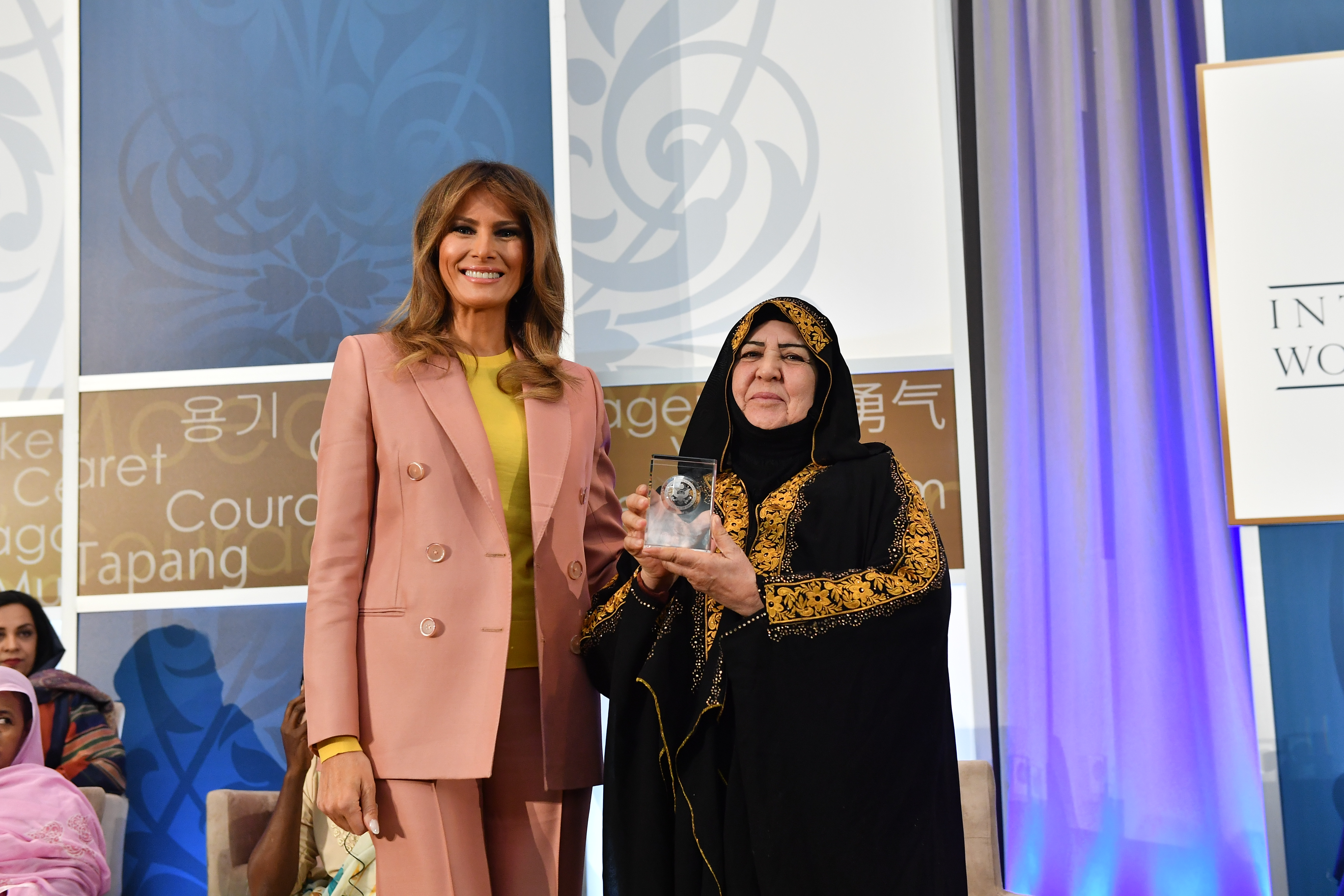
Алия Халаф Салех получает Международную ежегодную женскую премию госсекретаря США «За храбрость», 2018 год

Высшие шиитские религиозные авторитеты даровали суннитке Салех титул «Тоа’а аль-’Аср». «Тоа’а» обозначает женщин, которые ставят благополучие других выше своего. В июле 2015 года премьер-министр Хайдер аль-Абади вручил ей Государственную медаль Ирака. В 2018 году она была удостоена Международной ежегодной женской премии госсекретаря США «За храбрость», которую ей вручила Мелания Трамп. В 2019 году министр культуры Ирака Абдул Амир аль-Хамдани открыл бронзовую статую, посвящённую Салех. Она также стала одним из героев документального фильма 2020 года «Однажды в Ираке».